# Telipogon boissierianus
Telipogon boissierianus är en orkidéart som beskrevs av Heinrich Gustav Reichenbach. Telipogon boissierianus ingår i släktet Telipogon och familjen orkidéer. Inga underarter finns listade i Catalogue of Life.